# Susanna Mälkki
Susanna Ulla Marjukka Mälkki (Helsinki, 1969. március 13. – ) finn karmesternő.

## Élete, munkássága
Mälkki több hangszert is tanult már ötéves korától, de érdeklődése kilencévesen a cselló felé fordult. Ezirányú tanulmányait Helsinkiben Hannu Kiiskinél kezdte, azután Stockholmban folytatta. Itt egy alkalommal az iskolája meghívta karmesteri óra tartására Esa-Pekka Salonent, ekkor Mälkki ráérzett a karmesteri tevékenységre, és Jorma Panulánál tanult vezényelni. Csellótanulmányait továbbra is folytatta, és 1994-ben elnyerte a Turkui Nemzeti Csellóverseny első díját. 1995 és 1998 között a Göteborgi Szimfonikus Zenekar vezető csellistája volt, de a karmesteri tanulmányok miatt eközben Göteborg és Helsinki között ingázott, hogy a Sibelius Akadémián – egyetlen nőként – Jorma Panulánál, Leif Segerstamnál és Eri Klasnál karmesteri órákat vehessen. „…mindig is érdekelt a vezénylés. Zenekari játékosként mindig azt elemeztem, hogy mi működik és mi nem” – nyilatkozta. 1998-ban részt vett egy Salonen és Panula nevével jegyzett karmesteri workshopon a New York-i Carnegie Hallban. Karmesteri diplomáját 1999-ben szerezte meg. Ebben az évben a Musica Nován, Helsinki újzenei fesztiválján Thomas Adès Powder her face című operájának ősbemutatóját vezényelte – a szerző megelégedésére. Innentől kezdve szoros kapcsolata alakult ki a közreműködő Birminghami Kortárs Zenei Csoporttal.
2002 és 2005 között a norvégiai Stavangeri Szimfonikus Zenekar művészeti vezetője volt. 2004-ben mutatkozott be Párizsban az Ensemble InterContemporainnel (amit Pierre Boulez alapított 1976-ban), és 2006-ban az együttes zeneigazgatója lett. Ezzel ő lett az első nő, aki betöltötte a posztot, és 2013-ig maradt. Ebben az időszakban vendégszerepelt az Új-Zélandi Szimfonikus Zenekarral és a Saint Louis-i Szimfonikus zenekarral is. 2007 júliusában sikerrel debütált a BBC Proms-on Pierre Boulez és Harrison Birtwistle műveivel, a London Sinfoniettát vezényelte. 2010-ben debütált a Los Angeles-i Filharmonikusokkal, és 2017-ben, kezdeti hároméves szerződéssel – első nőként – a zenekar vezető vendégkarmestere lett. 2013 és 2016 között a lisszaboni Gulbenkian Zenekar vezető vendégkarmestere volt. 2016-ban a Helsinki Filharmonikusok vezető karmesterévé nevezték ki, első nőként a zenekar történetében. Szerződését azután két lépésben, 2023-ig meghosszabbították, de 2021-ben közzétették, hogy 2023-tól Mälkki a zenekar vezető karmester emeritusaként munkálkodik. Ő volt az első női karmester a Milánói Scalában, aki a 2011–2012-es szezonban Luca Francesconi Quartett című operájának ősbemutatóját vezényelte. 2016-ban debütált a Metropolitan Operában, itt Kaija Saariaho finn zeneszerző L'Amour de loin című operáját dirigálta. 
Susanna Mälkki napjaink egyik legkeresettebb karmestere, rendszeresen fellép Európa és Észak-Amerika legjobb zenekaraival. Korábban különösen a kortárs zeneszerzők (Thomas Adès, Thea Musgrave, Ligeti György) műveinek szakértőjeként ismerték, de otthonosan mozog a klasszikus zeneszerzők műveinek előadásában, és nemzetközileg elismert operakarmester is. Jelentős operaprodukciói közé tartozott 2014-ben Mozart Figaro házassága a Finn Nemzeti Operaházban és  Janáček Jenůfa című operája a Hamburgi Állami Operaházban. 2021-ben debütált az Aix-en-Provence-i Fesztiválon, ahol Kaija Saariaho finn komponista Ártatlanság című operájának ősbemutatóját vezényelte a Londoni Szimfonikus Zenekarral.

## Elismerései
2011-ben kitüntették a Finn Oroszlánrend Pro Finlandia, Finnország egyik legmagasabb elismerésével. 2014-ben megkapta a francia Officier de l′Ordre des Arts et des Lettres (Művészetek és Irodalom tisztje) címet, 2016-ban pedig a Chevalier of the Légion d′honneur (a francia Becsületrend lovagja) kitüntetést. 2017-ben elnyerte a Nordic Council zenei díját. A londoni Királyi Zeneakadémia és a stockholmi Svéd Királyi Zeneakadémia tagja.

## Felvételei
Válogatás az AllMusic és a Discogs adatai alapján.
| Megjelenés | Tartalom                                                                          | Közreműködők                                                                                              | Kiadó             |
| ---------- | --------------------------------------------------------------------------------- | --- | ----------------- |
| 2007       | David Sawer: From Morning to Midnight                                             | Birmingham Contemporary Music Group                                                                       | NMC               |
| 2007       | Uljas Pulkkis: Enchanted Garden; Concerto for flute and orchestra; Symphonic Dalí | Jaakko Kuusisto, Sharon Bezaly, Stavanger Symphony Orchestra                                              | BIS               |
| 2008       | Luca Francesconi: Etymo; Da Capo; A Fuoco; Animus                                 | Barbara Hannigan, Pablo Márquez, Benny Sluchin, Ensemble InterContemporain                                | Kairos            |
| 2009       | Michael Jarrell: Cassandre                                                        | Astrid Bas, Ensemble InterContemporain                                                                    | Kairos            |
| 2010       | Berlioz: Te Deum; Grande Symphonie Funèbre et Triomphale                          | Jörg Steiner, Simon Preston, BBC Symphony Orchestra, The BBC National Orchestra of Wales, Thierry Fischer | BBC Music         |
| 2011       | Mahler: Kindertotenlieder; Rückert-Lieder; Lieder eines fahrenden Gesellen        | Katarina Karnéus, Gothenburg Symphony Orchestra                                                           | BIS               |
| 2012       | Yann Robin: Vulcano; Art of Metal I, III                                          | Alain Billard, Ensemble InterContemporain                                                                 | Kairos            |
| 2016       | Anthony Cheung: Dystemporal                                                       | Talea Ensemble, James Baker, Anthony Cheung, Ensemble InterContemporain                                   | Wergos            |
| 2019       | Béla Bartók: The Wooden Prince; The Miraculous Mandrin Suite                      | Helsinki Philharmonic Orchestra                                                                           | BIS               |
| 2020       | Zemlinsky: Sinfonietta Op. 23; Six Maeterlinck Songs Op. 13; König Kandaules      | Petra Lang, Siegfried Lorenz, Gerd Albrecht, ORF Vienna Radio Symphony Orchestra                          | Capriccio Records |
| 2020       | Ammann, Ravel, Bartók: Piano Concertos                                            | Andreas Haefliger, Helsinki Philharmonic Orchestra                                                        | BIS               |
| 2021       | Béla Bartók: Bluebeard's Castle                                                   | Mika Kares, Szilvia Vörös, Helsinki Philharmonic Orchestra                                                | BIS               |
| 2021       | Béla Bartók: Concerto for Orchestra; Music for Strings, Percussion & Celesta      | Helsinki Philharmonic Orchestra                                                                           | BIS               |